# Francisco Kotsakis
Francisco Kotsakis Lagos, né le 2 octobre 1998, est un coureur cycliste chilien.

## Biographie
En 2022, il devient champion du Chili sur route à Linares. La même année, il représente son pays lors des championnats panaméricains et des Jeux sud-américains. 

## Palmarès et résultats

### Par année
- 2021
  - 3e du championnat du Chili sur route
- 2022
  -  Champion du Chili sur route
- 2024
  -  Champion du Chili sur route
- 2025
  - 8e étape du Tour de San Juan
  - 3e du championnat du Chili sur route

### Classements mondiaux
| Année            | 2021 |
| ---------------- | ---- |
| UCI America Tour | 203e |